# Yaita
Yaita (矢板市 -shi) é uma cidade japonesa localizada na província de Tochigi.
Em 2003 a cidade tinha uma população estimada em 36 259 habitantes e uma densidade populacional de 212,46 h/km². Tem uma área total de 170,66 km².
Recebeu o estatuto de cidade a 1 de Novembro de 1958.